# Droopy's Tennis Open
Droopy's Tennis Open es un videojuego de tenis basado en el personaje de Droopy para Game Boy Advance que fue desarrollado por Bit Managers y publicado por LSP en verano de 2002.
- Datos: Q48349442